# Бонарув
Бонарув (пол. Bonarów) — село в Польщі, у гміні Слупія Скерневицького повіту Лодзинського воєводства.
Населення — 222 особи (2011).

## Демографія
Демографічна структура станом на 31 березня 2011 року:
|          | Загалом | Допрацездатний вік | Працездатний вік | Постпрацездатний вік |
| -------- | ------- | ------------------ | ---------------- | -------------------- |
| Чоловіки | 110     | 27                 | 74               | 9                    |
| Жінки    | 112     | 21                 | 66               | 25                   |
| Разом    | 222     | 48                 | 140              | 34                   |